# Roter Kamm (Geotop)

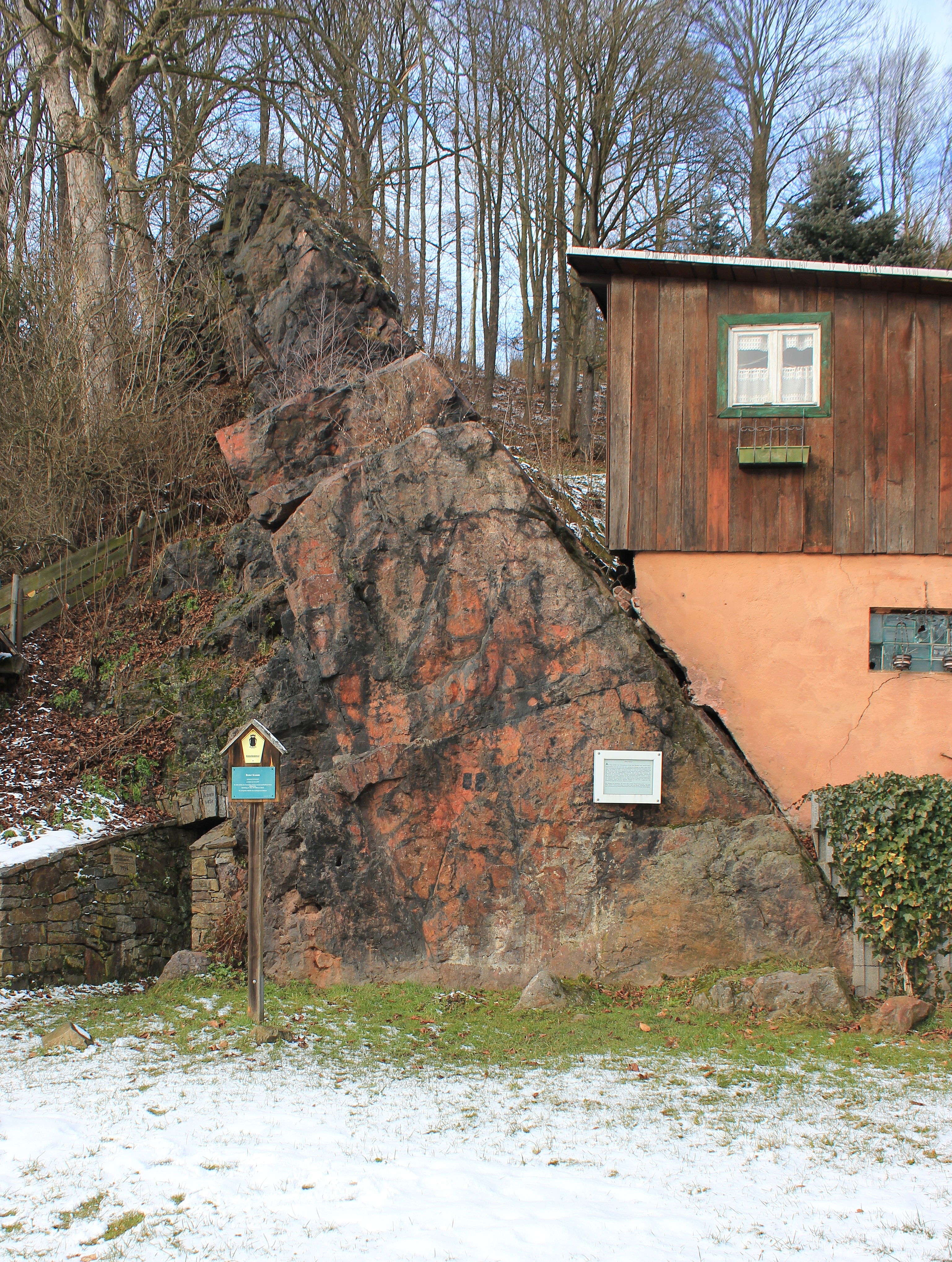
Das Geotop Roter Kamm am Zechenplatz in Bad Schlema

Der Rote Kamm ist eine etwa acht Kilometer lange geologische Störung im sächsischen Erzgebirge.
In Bad Schlema ist ein Härtling dieser Störung als Geotop aufgeschlossen und als Flächennaturdenkmal unter Schutz gestellt. Überdies ist das Geotop als assoziiertes Objekt eine ausgewählte Stätte innerhalb der Bergbaulandschaft Uranbergbau im UNESCO-Welterbe „Montanregion Erzgebirge/Krušnohoří“.

## Lage
Die Störung durchquert die Gemarkungen von Schneeberg, Oberschlema, Auerhammer, Aue und Lauter. Sie streicht mit etwa 315–320° Nordwest-Südosten und fällt mit etwa 50° und mit zunehmender Tiefe bis 70° nach Nordosten ein. Die Mächtigkeit beträgt in der Regel 20 bis 25 m, kann jedoch auch bis auf 100 m anwachsen. War sie im 19. Jahrhundert nur oberflächig und durch den Marx-Semler-Stolln aufgeschlossen, so konnten durch den nach 1945 einsetzenden Uranbergbau der SAG/SDAG Wismut fast 40 untertägige Aufschlüsse und Durchörterungen geschaffen werden, die weitere Erkenntnisse erbrachten. Der tiefste Aufschluss erfolgte dabei auf der −480-m-Sohle, das heißt, 480 m unter dem Niveau des Marx-Semler-Stollns. Letztmals wurde sie 2013 beim Vortrieb des Südumbruchs zum Marx-Semler-Stolln durchörtert. Die bergmännisch aufgeschlossene Länge beträgt etwa 3 km.
Das gleichnamige Geotop befindet sich am Zechenplatz in Bad Schlema, etwa 50 m westlich des Huthauses des Marx-Semler-Stollns. Darüber hinaus macht sich die Störung auch am Eichert in Aue im Gelände bemerkbar.

## Herkunft des Namens
Der Name leitet sich von der rötlichen Färbung des Gesteins ab, die durch feinverteilten Hämatit hervorgerufen wird. Als Kamm bezeichnete man im Bergbau harte Schichten, die weicheres Gestein durchschlagen.

## Geologie und Bergbau

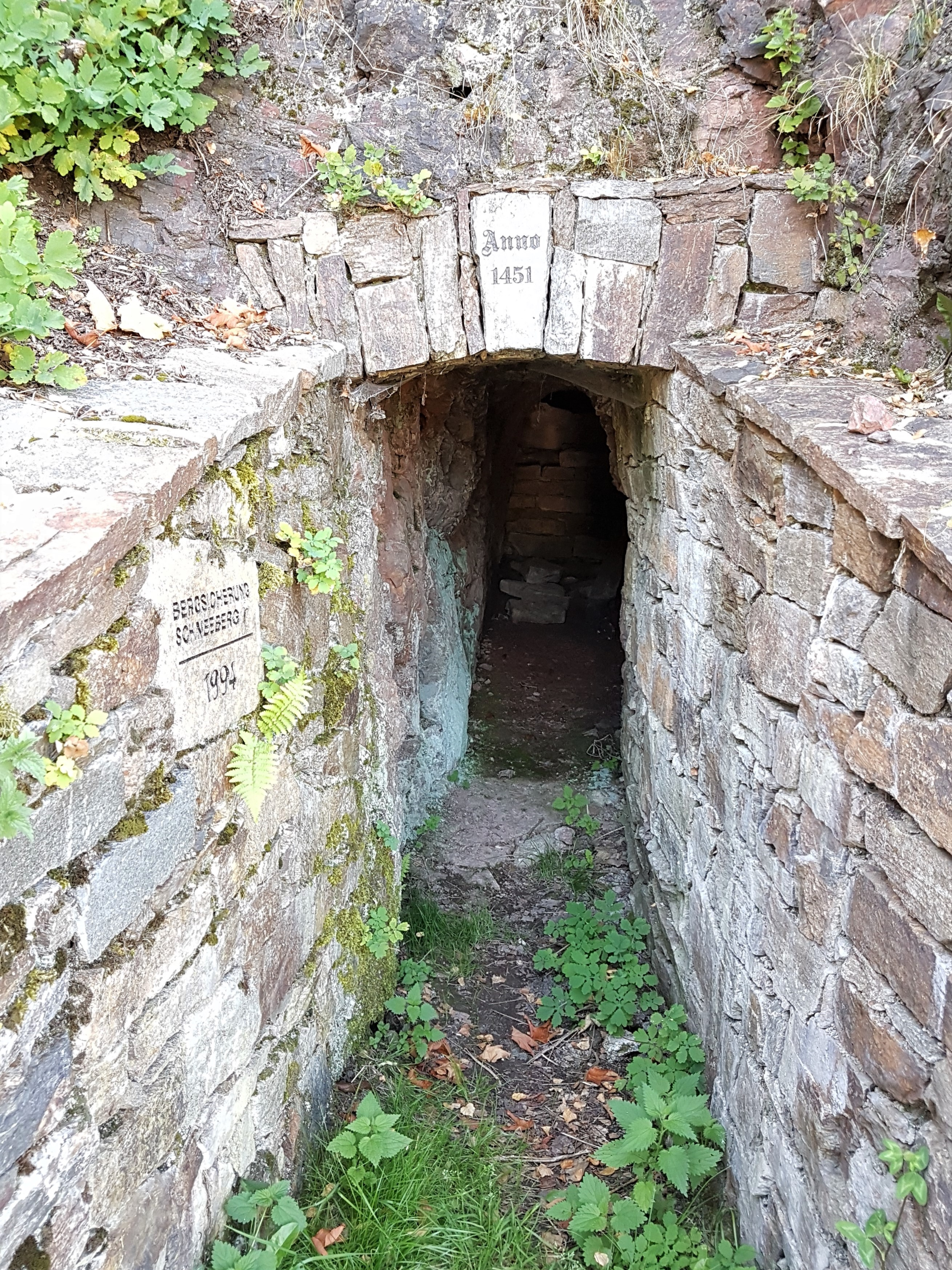
Mundloch des 1994 gesicherten Unteren Roten Felsenstollns, in dem bereits Mitte des 15. Jahrhunderts Bergbau auf Eisen umging.

Der Rote Kamm ist die bedeutendste Einzelstörung der Nordwest-Südost verlaufenden Gera-Jáchymov-Zone, die etwa zwölf Kilometer breit ist und zahlreiche, parallel streichende Störungen umfasst. Sie entstand vor etwa 300 Millionen Jahren während der variszischen Gebirgsbildung, als sich das Erzgebirge durch Kollision der Kontinentalplatten Armorica und Laurussia bildete.
Beim Roten Kamm handelt es sich um eine Abschiebung mit einer maximalen Sprunghöhe von 580 m. Nach der flächenmäßigen Abtragung der darüber liegenden Gesteine ist sie heute auch auf geologischen Karten deutlich erkennbar, wo sie eine nahezu geradlinige östliche Begrenzung der Granitkörper von Schneeberg und Auerhammer hervorruft.
Eine besondere Bedeutung kommt der Störung dadurch zu, dass sie die natürliche Grenze zweier sehr unterschiedlicher Lagerstättenreviere bildet, die das Bild dieser Bergbauregion über mehrere Jahrhunderte prägten. Begünstigend für die Ausbildung der Ganglagerstätten kam noch hinzu, dass die Region im Kreuzungsbereich mit dem Zentralsächsischen Lineament liegt, das die nördliche Begrenzung des Erzgebirges bildet.
Das westlich gelegene Lagerstättenrevier von Schneeberg umfasst eine Fläche von etwa 20 km² und besteht aus glimmerschieferartigen bis phyllitischen Gesteinen, die im Kontakthof des Eibenstocker Granits umfangreiche Vererzungen erfuhren. Diese gaben ab 1470 Anlass zu einem intensiven Bergbau auf Silber und Kobalt, aber auch auf Nickel, Zinn und Wolfram. Dagegen erlangte das östlich gelegene Revier von Schlema-Alberoda, das noch einmal in die Teilreviere Oberschlema und Niederschlema-Alberoda unterteilt wird, erst nach 1945 durch den Uranbergbau im Wismut Objekt 02 und 09 seine Bedeutung. Hier durchsetzen teilweise im Abstand von einem bis vier Meter Erzgänge die ordovizisch-silurisch-devonischen Schiefer. Die Auswirkungen des bis 1991 anhaltenden, also relativ kurzzeitigen Bergbaus waren für die Landschaft aber noch gravierender. Insgesamt sind aus den von 1946 bis Anfang 1991 geförderten Uranerzen etwa 80.000 Tonnen Uran gewonnen worden. Damit gilt die heute weitgehend ausgeerzte Lagerstätte als eine der größten ihres Typs weltweit.
Auch die Störung selbst war Gegenstand des Eisenerzbergbaus. Dieser ist schon Mitte des 15. Jahrhunderts nachgewiesen und  somit älter als der Silberbergbau in diesem Gebiet. Beleg hierfür ist das links am Geotop befindliche Mundloch des Unteren Roten Felsenstollns, der 1994 durch die Bergsicherung Schneeberg ausgemauert und mit einem Schlussstein mit der Jahreszahl 1451 versehen wurde.

## Naturdenkmal

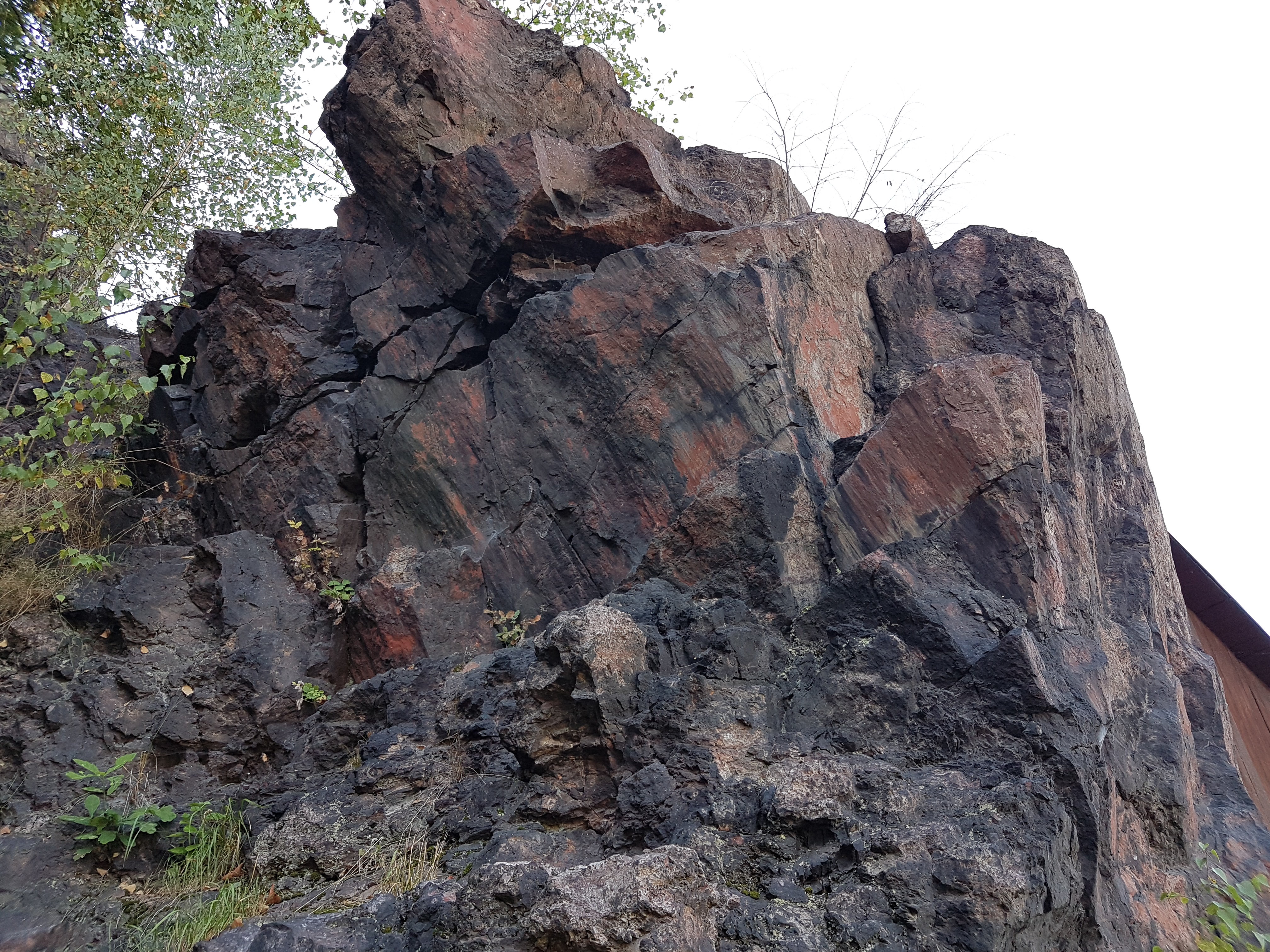
Harnischflächen am Geotop Roter Kamm in Bad Schlema

Der Geotop am Zechenplatz ist etwa drei bis vier Meter mächtig. Im Liegenden besteht es aus eisenschüssigem Quarz mit drusiger Struktur, während der Quarz im Hangenden sehr dicht ist. Am Aufschluss können deutlich ausgeprägte Harnischflächen beobachtet werden, die von den tektonischen Bewegungen zeugen. Der Gang selber enthält Quarz und Baryt (Schwerspat) sowie Eisen- und Manganerze.
Das „Naturdenkmal Roter Kamm“ wurde am 4. Dezember 1975 unter Schutz gestellt. Hier am Geotop befindet sich auch die 10. und letzte Station des „Bodenlehrpfads Bad Schlema“.

## Geothermische Untersuchungen
Tiefenseismische Untersuchungen weisen darauf hin, dass die Gera-Jáchymov-Zone bis in den Grenzbereich der unteren Erdkruste zum Erdmantel reicht. Die TU Bergakademie Freiberg plant, im Bereich des Roten Kamms eine Forschungsbohrung niederzubringen, um die Errichtung eines geothermischen Kraftwerkes zu untersuchen.